# Laganum fudsiyama
Laganum fudsiyama is een zee-egel uit de familie Laganidae.
De wetenschappelijke naam van de soort werd in 1885 gepubliceerd door Ludwig Döderlein.